# David Denman
David Denman (25 de juliol de 1973, Newport Beach, Califòrnia) és un actor estatunidenc de cinema i televisió.

## Carrera
Va fer el seu debut al cinema amb Keanu Reeves i Gene Hackman a la comèdia de Warner Bros The Replacements. La seva carrera en cinema inclou Caça a l'espia, Shutter, Smart People, Out Cold, Big Fish i Let Go.
A televisió ha aparegut a Brothers & Sisters, In Plain Sight, Gary Unmarried, Grey's Anatomy, K-Ville, Without A Trace, Bones, Crossing Jordan, CSI: Miami, The X-Files, ER, Airliss, així com papers freqüents a la sèrie d'UPN Second Time Around i Skip the Demon on Angel.

## Filmografia
| Any             | Pel·lícula                                   | Personatge                  | Notes                   |
| --------------- | -------------------------------------------- | --------------------------- | ----------------------- |
| 1997            | ER                                           | Angel                       | Sèrie de televisió      |
| 1997            | Chicago Hope                                 | Ethan                       | Sèrie de televisió      |
| 1998            | The Pretender                                | Daniel                      | Sèrie de televisió      |
| 1999            | A Vow to Cherish                             | Kyle Brighton               | Pel·lícula de televisió |
| 1999            | The '60s                                     | SDS Radical                 | Pel·lícula de televisió |
| 1999            | The X-Files                                  | Wallace Schiff              | Sèrie de televisió      |
| 2000            | Arliss                                       | Woody                       | Sèrie de televisió      |
| 2000            | The Replacements                             | Brian Murphy                |                         |
| 2001            | Out Cold                                     | Lance                       |                         |
| 2002            | CSI: Miami                                   | Tyler Hamilton              | Episodi "Just One Kiss" |
| 2002            | Crossing Jordan                              | Cole Tanner                 | Sèrie de televisió      |
| 2003            | The Singing Detective                        | Soldat amb Betty Dark       |                         |
| 2001–2003       | Angel                                        | Skip                        | Sèrie de televisió      |
| 2003            | Big Fish                                     | Don Price - 18-22 anys      |                         |
| 2004            | Without a Trace                              | Mike Clemmens               | Sèrie de televisió      |
| 2004            | Second Time Around                           | Kent                        | Sèrie de televisió      |
| 2004            | The Perfect Husband: The Laci Peterson Story | Tommy Vignatti              | Pel·lícula de televisió |
| 2005            | Night Stalker                                | Henry Gale                  | Sèrie de televisió      |
| 2005–2008, 2011 | The Office                                   | Roy Anderson                | Sèrie de televisió      |
| 2006            | When a Stranger Calls                        | Oficinista                  |                         |
| 2006            | Bones                                        | Phil Garfield               | Sèrie de televisió      |
| 2007            | Cake: A Wedding Story                        | Juha                        |                         |
| 2007            | The Nines                                    | Agitated Man/Parole Officer |                         |
| 2008            | Shutter                                      | Bruno                       |                         |
| 2008            | Smart People                                 | William                     |                         |
| 2009            | Gary Unmarried                               | Mitch/Ronnie                | Sèrie de televisió      |
| 2009            | Fanboys                                      | Chaz                        |                         |
| 2009            | In Plain Sight                               | Ed Fogerty/Ed Flint         | Sèrie de televisió      |
| 2009            | Drop Dead Diva                               | Tony Nicastro               | Sèrie de televisió      |
| 2010            | Brothers & Sisters                           | Brad Lewinsky               | Sèrie de televisió      |
| 2010            | Caça a l'espia (Fair Game)                   | Dave                        |                         |
| 2011            | Traffic Light                                | Mike                        | Sèrie de televisió      |
| 2013            | Jobs                                         | Al Alcorn                   |                         |
| 2015            | El regal                                     | Greg                        |                         |
| 2017            | Power Rangers                                | Sam Scott                   |                         |
| 2018            | Puzzle                                       | Louie                       |                         |
| 2019            | Brightburn                                   | Mr. Breyer                  |                         |
| 2020            | Greenland                                    | Ralph Vento                 |                         |
| 2021            | Mare of Easttown                             | Frank Sheehan               | Minisèrie de televisió  |